# Psephenops mexicanus
Psephenops mexicanus är en skalbaggsart som beskrevs av Arce-pérez och Novelo-gutiérrez 2000. Psephenops mexicanus ingår i släktet Psephenops och familjen Psephenidae. Inga underarter finns listade i Catalogue of Life.